# Balichak
Balichak é uma vila no distrito de Medinipur, no estado indiano de Bengala Ocidental.

## Demografia
Segundo o censo de 2001, Balichak tinha uma população de 12 206 habitantes. Os indivíduos do sexo masculino constituem 50% da população e os do sexo feminino 50%. Balichak tem uma taxa de literacia de 71%, superior à média nacional de 59,5%; com 55% para o sexo masculino e 45% para o sexo feminino. 11% da população está abaixo dos 6 anos de idade.